# Bank Spółdzielczy w Mszanie Dolnej
Bank Spółdzielczy w Mszanie Dolnej – bank spółdzielczy z siedzibą w Mszanie Dolnej, powiecie limanowskim, województwie małopolskim, w Polsce. Bank zrzeszony jest w Grupie Banku Polskiej Spółdzielczości S.A.

## Historia
W 1909 powstała Spółka Oszczędności i Pożyczek w Mszanie Dolnej. W okresie międzywojennym zmieniła ona nazwę na Kasa Stefczyka w Mszanie Dolnej. Na czele zarządu kasy stał m.in. ks. Józef Stabrawa.
W 1950 reforma bankowa wymusiła zmianę nazwy na Gminna Kasa Spółdzielcza w Mszanie Dolnej. W tym też roku przyłączono do niej Kasę Stefczyka w Niedźwiedziu (wraz z byłą Kasą Stefczyka w Olszówce połączoną z Kasą Stefczyka w Niedźwiedziu rok wcześniej). W późniejszym okresie zmieniono nazwę na obecną.
1 czerwca 2019 Bank Spółdzielczy w Mszanie Dolnej wprowadził się do nowej siedziby.

## Władze
W skład zarządu banku wchodzą:
- prezes zarządu
- 2 wiceprezesów zarządu
- członek zarządu.

Czynności nadzoru banku sprawuje 9-osobowa rada nadzorcza.

## Placówki
- centrala w Mszanie Dolnej, ul. św. Maksymiliana Marii Kolbego 13
- oddziały:
  - Lubień
  - Niedźwiedź
- punkty obsługi klienta:
  - Kraków
  - Limanowa
  - Mszana Dolna
  - Myślenice
- punkty kasowe:
  - Kasina Wielka
  - Mszana Dolna (2)
  - Skomielna Biała